# Salyankot
Salyankot (nep. सल्यानकोट) – gaun wikas samiti w środkowej części Nepalu w strefie Bagmati w dystrykcie Dhading. Według nepalskiego spisu powszechnego z 2001 roku liczył on 1056 gospodarstw domowych i 5538 mieszkańców (2978 kobiet i 2560 mężczyzn).